# Arthur Koestler

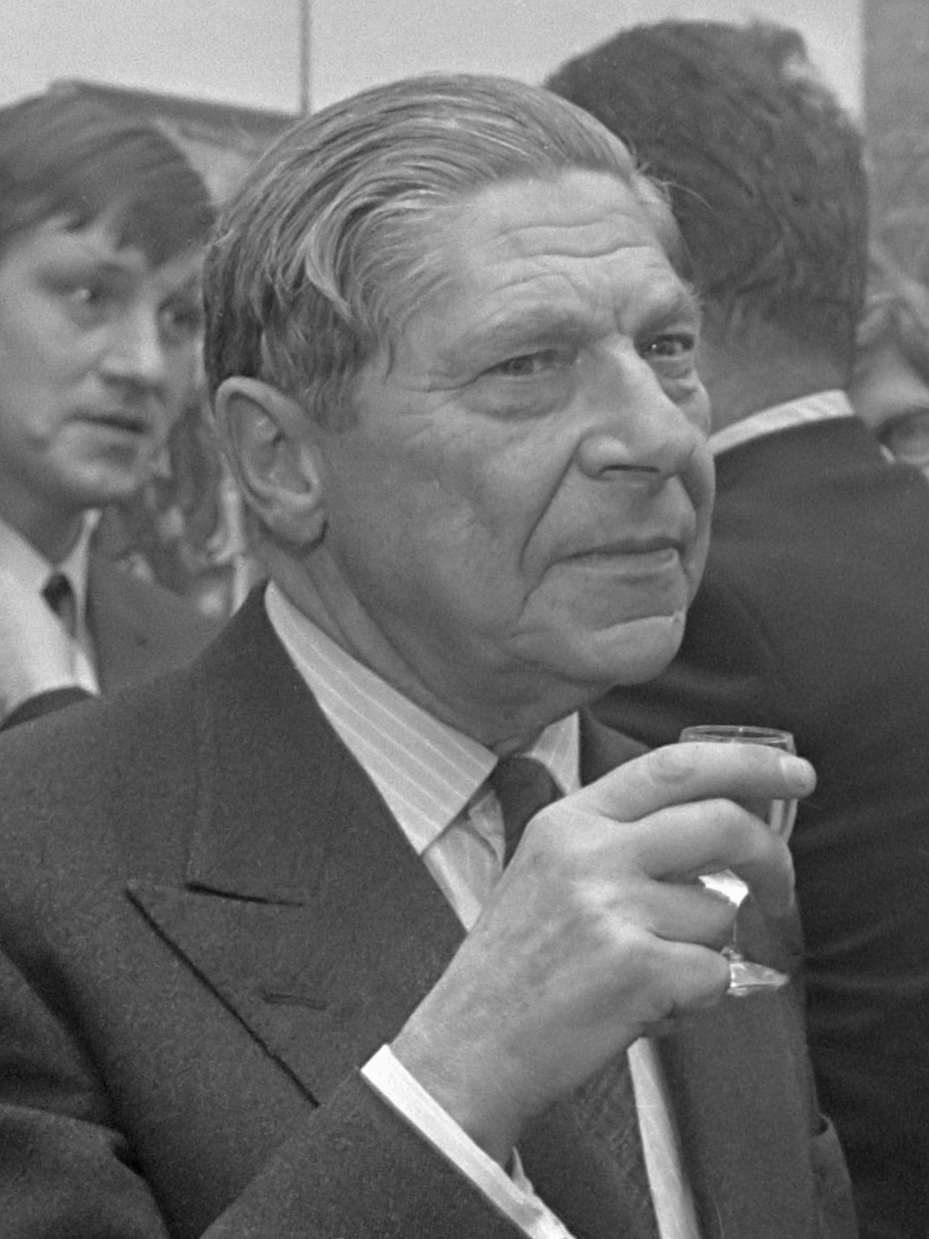
Arthur Koestler (1969)

Arthur Koestler (Hongaarse naam: Kösztler Artúr, Boedapest, 5 september 1905 – Londen, 1 maart 1983) was een Hongaars-Britse schrijver.
Zijn werk bestaat uit journalistiek, essays (bijvoorbeeld The God that Failed (1950)), romans en een autobiografie.

## Opleiding
Van 1922 tot 1926 studeerde Arthur Koestler voor ingenieur aan de polytechnische school (nu Technische Universiteit) van Wenen. Tegelijkertijd studeerde hij filosofie en literatuur aan de Universiteit van Wenen. Intussen kreeg hij belangstelling voor het zionisme. Hij was lid van Unitas, een Joodse studentenvereniging en werd de jongste voorzitter van de vereniging van Zionistische studenten.

## Loopbaan
Op 1 april 1926 brak hij zijn studie af en vertrok naar Palestina waar hij een tijd in een kibboets werkte. Vanuit Palestina berichtte hij voor de Berlijnse Ullstein Verlag.  In Haifa richtte hij het Hebreeuwse weekblad Zafon op evenals de liga voor burgerrechten Schutenu die juridische steun bood aan de Joden. Hij kreeg een positie als correspondent voor het Midden-Oosten bij de Berlijnse uitgeverij Ullstein Verlag. In 1931 werd hij naar Berlijn gehaald als wetenschappelijk redacteur en adviseur voor Ullstein. Datzelfde jaar koos de uitgeverij hem uit voor een poolvlucht met de Graf Zeppelin als enige journalist aan boord. Zijn live verslaggeving en zijn daaropvolgende artikelen en lezingen door Europa bezorgden hem veel erkenning. Eveneens in 1931 werd hij lid van de Kommunistische Partei Deutschlands. Hij nam deel aan de Spaanse Burgeroorlog om de rechtse Falangisten te bestrijden, maar hij werd gevangengenomen door de troepen van Franco. Hij werd als spion ter dood veroordeeld en weer vrijgelaten in ruil voor de vrijlating van een Spaanse gevangene. Ontgoocheld door de zuiveringsprocessen onder Jozef Stalin keerde hij zich in 1937-1938 af van het communisme en verliet hij de communistische partij. Aan het begin van de Koude Oorlog steunde hij de anticommunistische propaganda van de Britse inlichtingendiensten.
In 1940 publiceerde hij het Engelstalige Darkness at Noon, zijn meest spraakmakende roman, met een anti-totalitaire en vooral anticommunistische strekking, waarmee hij internationale bekendheid verwierf. Darkness at Noon was een van de meest invloedrijke anti-Sovjetboeken ooit. De invloed op communisten en hun aanhangers was aanzienlijk. Geoffrey Wheatcroft stelde dat Koestlers belangrijkste boeken de vijf waren die hij nog voor zijn veertigste verjaardag voltooide: zijn eerste memoires en de anti-totalitaire trilogie waaronder Darkness at Noon. Kort na het uitbreken van de Tweede Wereldoorlog werkte hij als verslaggever in Frankrijk. Hij werd door de Franse autoriteiten opgesloten in het concentratiekamp Le Vernet. In 1940 werd hij dankzij de druk van de Britse regering weer vrijgelaten.  Hij meldde zich aan bij het Vreemdelingenlegioen dat hij kort daarna - zonder toestemming - verliet en hij vluchtte naar Londen. Als journalist schreef hij voor de News Chronicle en andere Engelse en Amerikaanse tijdschriften. In 1948 werd hij adviseur bij het Information Research Department van het Britse Foreign Office, dat als taak had het bestrijden van communistische propaganda in de Derde Wereld en het infiltreren van vakbonden in de westerse wereld.
Intussen had Koestler verschillende werken gepubliceerd en internationale bekendheid verworven. Vanaf de jaren vijftig kreeg hij interesse voor parapsychologie en werd lid van de Society for Psychical Research. In de jaren 1960-1980 werd hij bekend om het begrip 'holon' (in 1967 geïntroduceerd in zijn boek The Ghost in the Machine). Dit woord bedacht hij om aan te geven dat alles in de natuur, van atomair niveau tot levende wezens, inclusief de mens en diens sociale organisatie, opgebouwd is uit delen die op hun beurt weer deel uitmaken van een groter geheel, een 'holarchie'. Deze begrippen zijn later breder bekend geworden door de uitwerking die de filosoof Ken Wilber hieraan gaf. In 1968 kreeg hij de Deense Sonningprisen  toegekend voor 'zijn uitmuntende bijdragen aan de Europese cultuur'.
In 1976 werd bij Koestler de ziekte van Parkinson vastgesteld. Het beven van zijn handen bemoeilijkte het schrijven. Hij maakte minder overzeese excursies en bracht de zomermaanden door in zijn huis in Denston. In 1978 publiceerde hij Janus: A Summing Up. Twee jaar later werd bij Koestler leukemie vastgesteld. Lopen en schrijven vergde een grote inspanning en zijn fysieke toestand verslechterde zienderogen, maar toch bleef hij schrijven. In datzelfde jaar publiceerde hij zijn boek Bricks to Babel. Zijn laatste boeken Kaleidoscope: Essays from Drinkers of Infinity en The Heel of Achilles: Essays 1968-1973 verschenen een jaar later, in 1981.

## Zelfmoord en controverses
Koestler had meer dan eens verklaard dat hij niet bang was voor zijn dood, maar dat hij bang was voor het proces van sterven. Hij wilde niet lijden onder het verlies van controle over zijn lichaam of geest. Zijn zelfmoord kwam voor zijn vrienden niet onverwacht. Kort voor zijn zelfmoord had zijn arts een zwelling in de lies vastgesteld (een uitzaaiing van een kankergezwel). 
Hij en zijn vrouw pleegden op 1 maart 1983 zelfmoord met een overdosis barbituraten (Tuinal), ingenomen met alcohol. Hun lichamen werden ontdekt op de ochtend van 3 maart, zesendertig uur na hun overlijden.
De eerste controverse ontstond over de reden waarom hij toestemming had gegeven aan zijn vrouw voor een gelijktijdige zelfmoord. Ze was pas vijfenvijftig jaar oud en in goede gezondheid. In een getypte afscheidsbrief aan haar man schreef zij dat ze niet zonder hem kon leven. Naar verluidt waren enkele van hun vrienden verrast door deze bekentenis; blijkbaar leefde ze voor haar man en kon ze zelf geen "eigen leven" leiden. Haar absolute toewijding aan Koestler is ook duidelijk te lezen in haar memoires.
De tweede controverse werd veroorzaakt door de voorwaarden van zijn testament. Afgezien van enkele kleine legaten wilde Koestler met de rest van zijn nalatenschap (ongeveer £ 1.000.000) onderzoek naar het paranormale bevorderen. Enkel de Universiteit van Edinburgh stemde ermee in om onderzoek naar parapsychologie te doen. Hiermee was aan Koestlers wens voldaan.

### Controversieel persoonlijk leven
Koestlers relaties met vrouwen zijn een bron van controverse geweest. In 1998 beweerde David Cesarani in een biografie van Koestler dat hij een serieverkrachter was geweest, met als bewijs de Britse feministische schrijfster Jill Craigie, die beweerde dat ze in 1951 een van zijn slachtoffers was. Feministische demonstranten eisten dan ook de verwijdering van zijn borstbeeld op de universiteit van Edinburgh.

### Romans
- 1934 Die Erlebnisse des Genossen Piepvogel in der Emigration
- 1939 The Gladiators, over de revolutie van Spartacus
- 1940 Darkness at Noon
- 1943 Arrival and Departure
- 1946 Thieves in the Night
- 1951 The age of Longing
- 1972 The Call-Girls, een tragi-komedie met een proloog en epiloog

### Non-fictie
- 1945 The Yogi and the Commissar and other essays
- 1964 The Act of Creation, ISBN 0-14-019191-7
- 1967 The Ghost In The Machine, ISBN 0-14-019192-5
- 1971 The Case of the Midwife Toad, ISBN 0-394-71823-2
- 1976 The Thirteenth Tribe, ISBN 0-394-40284-7

#### Nederlandse vertalingen
- De jaren van verlangen, Amsterdam, Strengholt, s.d.
- De lotus en de robot, Amsterdam, De Arbeiderspers 1974
- De menselijke tweespalt, Antwerpen, De Nederlandse Boekhandel,  1981
- De wortels van het toeval: is toeval werkelijk toeval?, Rotterdam, Lemniscaat, 1973
- De yogi en de volkscommissaris, Amsterdam, De Bezige Bij, 1947
- Dialoog met de dood, Amsterdam, De Bezige Bij 1948
- Dieven in de nacht: de kroniek van een experiment, Amsterdam, De Bezige Bij, 1947
- Een pijl in de ruimte, Amsterdam, De Bezige Bij, 1953
- Johannes Kepler: zijn leven en werken, een nieuwe visie op het heelal, Amsterdam, Elsevier, 1962
- Nacht in de middag, De Bilt, Schokland, 2012 (vertaling van Darkness at noon).
- Reisjes van plezier: een tragikomedie met proloog en epiloog, Amsterdam, De Arbeiderspers, cop., 1973

- Bibsys: 90093796
- Biblioteca Nacional de Chile: 000042370
- Biblioteca Nacional de España: XX929685
- Bibliothèque nationale de France: cb11909922t (data)
- Catàleg d'autoritats de noms i títols de Catalunya: 981058521583006706
- CiNii: DA00142242
- Digitale Bibliotheek voor de Nederlandse Letteren: koes002
- Gemeinsame Normdatei: 118564536
- International Standard Name Identifier: 0000 0001 2134 7896
- KulturNav: b8cc0d22-f85c-473e-989e-3fcfdfed913c
- Library of Congress Control Number: n79109681
- Nationale Bibliotheek van Letland: 000007392
- Bibliotheek van het Japanse parlement: 00446014
- Nationale Bibliotheek van Tsjechië: jn20000603447
- Nationale bibliotheek van Australië: 35278176
- Nationale Bibliotheek van Israël: 987007263919605171
- Nationale Bibliotheek van Polen: a0000001180098
- Nationale en Universitaire bibliotheek Zagreb: 000175634
- Nederlandse Thesaurus van Auteursnamen: 068778783
- Istituto Centrale per il Catalogo Unico: CFIV007926
- LIBRIS: 194032
- SNAC: w6rx9fg1
- Système universitaire de documentation: 026951797
- Trove: 894467
- Virtual International Authority File: 59084510
- WorldCat: E39PBJkp683K8HQj6VjJPKvj4q